# Pietraserena
Pietraserena är en kommun i departementet Haute-Corse på ön Korsika i Frankrike. Kommunen ligger i kantonen Bustanico som tillhör arrondissementet Corte. År 2022 hade Pietraserena 58 invånare.

## Befolkningsutveckling
Antalet invånare i kommunen Pietraserena
Referens:INSEE